# 商洛市
商洛市，简称商，古称上洛、上雒、商州、商雒，是中华人民共和国陕西省下辖的地级市，位于陕西省东南部，秦岭南麓，与鄂豫两省交界，因境内商山、洛水而得名。市境北界渭南市，西临西安市，西南达安康市，南邻湖北省十堰市，东毗河南省南阳市、三门峡市。地处秦岭东段南侧，地势西北高，东南低，山岭和峡谷相间。主要河流有属黄河水系的洛河，以及属长江水系的丹江、金钱河、佑河、洵河等。全市总面积19,587平方公里，人口235.74万，市人民政府驻商州区。

## 历史
据《史记》所载，司徒契辅佐禹治水有功，受封于商，是为商国。秦始皇二十六年（前221年）设商县，因商山而得名。今丹凤县古城岭出土的文物带有“商”字的瓦当，证明此地为秦国商鞅之封邑。西汉属司隶弘农郡，范围大约是上洛、商县两县。上洛县因居洛河上游而得名。因“水”不利汉朝，故将上洛改为上雒。东汉属京兆尹，三国属曹魏京兆郡，魏文帝又将上洛的“雒”改为“洛”。西晋属司州，泰始二年（266年），晋武帝分京兆郡南部置上洛郡。
南北朝北魏太和十三年（489年），改置洛州于上洛城。北周宣政元年（578年）改洛州为商州。隋开皇三年（583年）撤上洛、上庸两郡，保留商州；大業三年（607年）撤商州复设上洛郡，治所上洛，领上洛、商洛（隋文帝改商县为商洛）、洛南、丰阳、上津五县。唐武德元年（618年）改上洛郡为商州，天宝元年（742年）撤商州改上洛郡，乾元元年（758年）再撤上洛郡改为商州。
北宋时，商州初属陕西路，后属永兴军路。金贞元二年（1154年）将商洛、丰阳两县降为镇，并入上洛、洛南两县；至元元年（1264年）废上洛县，以州代县，为商州。元代商州先属安西路，后属奉元路。明代属西安府，称商州，洪武七年（1374年），降商州为县。成化十三年（1477年）复升为州。天启元年（1621年）为避明光宗朱常洛名讳，又改“洛”为“雒”。清雍正三年（1725年）升为直隶商州，属陕西省。乾隆四十七年（1782年），析咸宁、蓝田、镇安3县置孝义厅，属西安府，为柞水县前身。 
民国二年（1913年）废商州，改设商县、洛南、柞水3县，属关中道；山阳、商南、镇安3县属汉中道。1949年7月13日，商县人民政府成立，在商县设置陕甘宁边区陕南行政主任分署，辖商县、雒南、商南、丹凤、山阳、镇安、柞水7县。1950年，改名陕西省商洛分区专员公署，仍辖以上7县。1958年12月，撤销丹凤（分属商南、商县）、柞水两县（与镇安县合并）。1961年10月恢复为7县。1964年9月，因“雒”字生辟，改“商雒”为“商洛”。1988年6月，撤销商县，改设县级商州市。2001年12月，撤销商洛地区，设立地级商洛市。

## 地理
地处陕西省东南部，秦岭东段南麓，陕西、湖北、河南三省交界，丹江上游，东经108°34′20″至111°1′25″，北纬33°2′30″至34°24′40″之间。山区为主，温带季风气候。
| 商洛市气象数据（1971年至2000年） | 商洛市气象数据（1971年至2000年） | 商洛市气象数据（1971年至2000年） | 商洛市气象数据（1971年至2000年） | 商洛市气象数据（1971年至2000年） | 商洛市气象数据（1971年至2000年） | 商洛市气象数据（1971年至2000年） | 商洛市气象数据（1971年至2000年） | 商洛市气象数据（1971年至2000年） | 商洛市气象数据（1971年至2000年） | 商洛市气象数据（1971年至2000年） | 商洛市气象数据（1971年至2000年） | 商洛市气象数据（1971年至2000年） | 商洛市气象数据（1971年至2000年） |
| 月份                             | 1月                              | 2月                              | 3月                              | 4月                              | 5月                              | 6月                              | 7月                              | 8月                              | 9月                              | 10月                             | 11月                             | 12月                             | 全年                             |
| -------------------------------- | -------------------------------- | -------------------------------- | -------------------------------- | -------------------------------- | -------------------------------- | -------------------------------- | -------------------------------- | -------------------------------- | -------------------------------- | -------------------------------- | -------------------------------- | -------------------------------- | -------------------------------- |
| 历史最高温 °C（°F）              | 18.7 (65.7)                      | 23.7 (74.7)                      | 29.3 (84.7)                      | 33.9 (93.0)                      | 36.3 (97.3)                      | 38.3 (100.9)                     | 38.2 (100.8)                     | 38.4 (101.1)                     | 39.3 (102.7)                     | 31.6 (88.9)                      | 26.4 (79.5)                      | 21.3 (70.3)                      | 39.3 (102.7)                     |
| 平均高温 °C（°F）                | 6.0 (42.8)                       | 8.3 (46.9)                       | 13.0 (55.4)                      | 20.2 (68.4)                      | 24.8 (76.6)                      | 28.6 (83.5)                      | 30.1 (86.2)                      | 29.1 (84.4)                      | 23.9 (75.0)                      | 18.9 (66.0)                      | 13.1 (55.6)                      | 7.9 (46.2)                       | 18.7 (65.6)                      |
| 日均气温 °C（°F）                | 0.5 (32.9)                       | 2.6 (36.7)                       | 7.2 (45.0)                       | 13.8 (56.8)                      | 18.2 (64.8)                      | 22.2 (72.0)                      | 24.4 (75.9)                      | 23.5 (74.3)                      | 18.5 (65.3)                      | 13.1 (55.6)                      | 7.3 (45.1)                       | 2.2 (36.0)                       | 12.8 (55.0)                      |
| 平均低温 °C（°F）                | −3.7 (25.3)                      | −1.5 (29.3)                      | 2.6 (36.7)                       | 8.4 (47.1)                       | 12.7 (54.9)                      | 16.8 (62.2)                      | 20.1 (68.2)                      | 19.4 (66.9)                      | 14.4 (57.9)                      | 8.8 (47.8)                       | 3.0 (37.4)                       | −2 (28)                          | 8.3 (46.9)                       |
| 历史最低温 °C（°F）              | −13.7 (7.3)                      | −13.3 (8.1)                      | −6.6 (20.1)                      | −2.0 (28.4)                      | 2.4 (36.3)                       | 9.3 (48.7)                       | 13.1 (55.6)                      | 11.7 (53.1)                      | 3.9 (39.0)                       | −4.6 (23.7)                      | −9.1 (15.6)                      | −13.9 (7.0)                      | −13.9 (7.0)                      |
| 平均降水量 mm（）                | 8.2 (0.32)                       | 11.7 (0.46)                      | 31.4 (1.24)                      | 50.0 (1.97)                      | 66.2 (2.61)                      | 80.2 (3.16)                      | 124.3 (4.89)                     | 98.4 (3.87)                      | 97.0 (3.82)                      | 68.5 (2.70)                      | 25.5 (1.00)                      | 7.1 (0.28)                       | 668.5 (26.32)                    |
| 平均降水天数（≥ 0.1 mm）         | 5.0                              | 5.3                              | 8.7                              | 9.2                              | 10.2                             | 10.5                             | 12.7                             | 11.7                             | 11.6                             | 10.4                             | 6.5                              | 3.7                              | 105.5                            |
| 来源：中国天气网                 |                                  |                                  |                                  |                                  |                                  |                                  |                                  |                                  |                                  |                                  |                                  |                                  |                                  |

## 政治

### 现任领导
| 机构     | · 中国共产党 · 商洛市委员会 | 商洛市人民代表大会 常务委员会 | 商洛市人民政府 | · 中国人民政治协商会议 · 商洛市委员会 |
| 职务     | 书记                        | 主任                          | 市长           | 主席                                  |
| -------- | --------------------------- | ----------------------------- | -------------- | ------------------------------------- |
| 姓名     | 赵璟（女）                  | 陈宁（女）                    |                | 王宁岗                                |
| 民族     | 汉族                        | 汉族                          |                | 汉族                                  |
| 籍贯     | 河南省新安县                | 福建省漳州市                  |                | 陕西省扶风县                          |
| 出生日期 | 1966年1月（59歲）           | 1968年9月（56歲）             |                | 1966年6月（59歲）                     |
| 就任日期 | 2022年8月                   | 2022年3月                     |                | 2022年3月                             |

### 历任领导
| 市委书记 - 李仲为（2002年1月－2005年6月） - 魏民洲（2005年6月－2007年6月） - 魏增军（2007年6月－2013年12月） - 胡润泽（2013年12月－2016年7月） - 陈俊（2016年7月－2019年12月） - 郭永红（2019年12月－2021年6月） - 郑光照（2021年6月－2022年8月） - 赵璟（2022年8月－） | 市长 - 魏民洲（2002年2月－2005年7月） - 魏增军（2005年7月－2007年6月） - 杨冠军（2007年6月－2013年2月） - 陈俊（2013年2月－2016年7月） - 郑光照（2016年8月－2021年7月） - 王青峰（2021年7月－2025年3月） |

### 行政区划
商洛市下辖1个市辖区、6个县。
- 市辖区：商州区
- 县：洛南县、丹凤县、商南县、山阳县、镇安县、柞水县

## 人口
2022年末，全市常住人口为202.06 万人，比上年减少0.62万人。其中，出生人口1.32万人。
根据2020年第七次全国人口普查，全市常住人口为2,041,231人。同第六次全国人口普查的2,341,742人相比，十年共减少了300,511人，下降12.83%，年平均增长率为-1.36%。其中，男性人口为1,048,301人，占总人口的51.36%；女性人口为992,930人，占总人口的48.64%。总人口性别比（以女性为100）为105.58。0－14岁的人口为419,981人，占总人口的20.57%；15－59岁的人口为1,224,182人，占总人口的59.97%；60岁及以上的人口为397,068人，占总人口的19.45%，其中65岁及以上的人口为280,509人，占总人口的13.74%。居住在城镇的人口为980,505人，占总人口的48.03%；居住在乡村的人口为1,060,726人，占总人口的51.97%。

### 民族
全市常住人口中，汉族人口为2,030,615人，占99.48%；各少数民族人口为10,616人，占0.52%。与2010年第六次全国人口普查相比，汉族人口减少300,276人，下降12.88%，占总人口比例下降0.06个百分点；各少数民族人口减少235人，下降2.17%，占总人口比例增加0.06个百分点。

## 经济
相对贫困地区，农业，林果，中药材，金矿為主業，但2016年下半陝西省官方宣布在商洛市勘查發現特大玉石礦，資源量達數百萬噸，潛在經濟價值人民幣逾千億元，此玉石礦由優質石英質玉石礦和白雲質玉石礦組成，紫綠搭配品質稀有，陝西省據此將全省查明礦種由91種增加到92種。

## 方言与民系
目前，在商洛市使用的方言主要包括兩類，分别是主户話与客户話。主户話即本地話，使用者主要是當地土著居民和於較早前的明代移民至此的“大槐樹人”。客户話是下湖話与广东话的合稱，由清朝中前期湖廣填四川的移民帶來。
下湖话的使用者称為下湖人，來自湖南省、江西省北部、安徽省南部等地；其中商南有不少人从皖南移民而來，他们说的方言被稱为蛮子話。陝西師範大學教授孟萬軍考証商洛蛮子話的語音特點，认为商洛蛮子話的祖語是贛語懐岳片。
“廣東人”來自福建省汀州府、江西省贛州府、廣東省惠州府、韶州府、嘉應州等地。雖來源地並非祇有廣東省，本地人則統稱他們及其後裔為廣東人，稱他們説的方言為“廣東話”，迄今在商洛市没有發現福建汀州府移民自稱福建話。他們居住的所在常常以“廣東”命名，以示不忘祖先。對照現代客语的語音特點，可以看出陝西商洛境内的“廣東話”應該是融合了本地話的客家話方言。在陝西省，人們常直接稱呼這種方言為“廣東话”；而流行於香港、澳門、廣州等地的粤語方言，現當代已為此地人所知悉，目前此地多稱其為“廣州话”（正式）、“港澳話”（非正式）。

## 交通
- 312国道过境。
- 沪陕高速过境。
- 寧西鐵路过境（设车站商洛站及商洛北站）。

## 旅游
天竺山国家森林公园，柞水溶洞，丹江漂流，牛背梁国家级自然保护区，山阳县月亮洞，商南县金丝大峡谷，天蓬山寨

### 全国重点文物保护单位
- 花石浪遗址
- 东龙山遗址
- 洛南盆地旧石器地点群
- 紫荆遗址
- 商洛崖墓群
- 骡帮会馆

## 特产
商洛丹参：中国地理标志产品。

## 教育
有幼儿园到大学完整的教育系统。
高等院校
- 商洛学院

初、高中学
| 商洛中学           | 商洛市初级中学 | 商州区中学 | 商州区中学西郊校区 |
| 商州区中学龙山校区 | 大荆中学       | 腰市中学   | 板桥中学           |
| 麻街中学           | 龙王庙中学     | 刘湾中学   | 黑龙口中学         |
| 牧护关中学         | 黑山中学       | 夜村中学   | 沙河子中学         |

幼、小学
- 商洛市小学
- 商洛市幼儿园

## 友好城市
- 荷蘭埃门市（2011年4月3日缔结）
- 镇安郡（2015年5月25日缔结）[14]